# Чехејлис (округ Грејс Харбор, Вашингтон)
Чехејлис (енгл. Chehalis, Grays Harbor County) град је у америчкој савезној држави Вашингтон.

## Демографија
По попису из 2000. године број становника је 346.
| Група             | 2000.      | 2010.    |
| Белци             | 44 (12,7%) | 0 (0,0%) |
| Афроамериканци    | 0 (0,0%)   | 0 (0,0%) |
| Азијати           | 0 (0,0%)   | 0 (0,0%) |
| Хиспаноамериканци | 18 (5,2%)  | 0 (0,0%) |
| Укупно            | 346        | 0        |